# Refugi de Conangles
El Refugi de Conangles és un refugi de muntanya situat a la intersecció entre la vall de Barravés i la vall de Conangles, al peu de la carretera N-230. Pertany al terme municipal de Vielha e Mijaran, al vessant mediterrani de la comarca de la vall d'Aran.
És un refugi guardat i té una capacitat de 36 places. Està situat a 1.555,6 metres d'altitud. Es troba dintre del Bosc de la Contesa i als peus de les valls de Conangles, Besiberri i Molières.
El sender de gran recorregut GR-11 passa pel refugi. El sender ve de l'oest des del refugi Cap de Llauset fins al refugi de Conangles. Sortint d'aquest refugi cap a l'est es troba el refugi de la Restanca.
El refugi és una de les etapes de la ruta per a bicicleta de muntanya Pedals de Foc.